# Gai Icili Ruga
Gai Icili Ruga (en llatí Caius Icilius Ruga) va ser un magistrat romà. Formava part de la gens Icília, una molt antiga família romana d'origen plebeu.
Dionís d'Halicarnàs diu que va ser un dels cinc que exercien el càrrec de tribú de la plebs l'any 493 aC quan per primera vegada es va crear aquesta magistratura després de la revolta dels plebeus l'any 494 aC.